# وليد الهودلي
وليد الهودلي (7 يوليو 1960 -) هو أديب وكاتب فلسطيني.

## حياتها ونشأته
ولد وليد إبراهيم عبد الله الهودلي في السابع من تموز- يوليو 1960، في مخيم الجلزون للاجئين الفلسطينيين، شمال مدينة رام الله، لعائلة فلسطينية من قرية العباسية من مواليد مخيم الجلزون قضاء رام الله ويرجع أصله إلى العباسية قضاء مدينة يافا وهو خريج معهد المعلمين في رام الله. أنهي المرحلتين الدراسيتين الابتدائية والإعدادية في المخيم؛ والثانويّة في رام الله.

## مسيرته[7]
- عمل في حقل التدريس أربع سنوات.
- اعتقل مع الانتفاضة الأولى سنة 1990 على خلفيّة فعاليات انتفاضة.[8]
- حكم عليه في محكمة عسكريّة بالسجن الفعلي 12 سنة؛ وتم إطلاق سراحه سنة 2002..[9]
- عمل طيلة فترة الاعتقال في العمل الثقافي والتعبوي داخل السجون.[10]
- قضى أغلب فترة سجنه في الكتابة الأدبية حيث خرج من السجن[11]
- بثلاث روايات وسبع مجموعات قصصية
- شارك في بعض الأبحاث والدراسات ومراسلات صحفيّة في كتابة القصة القصيرة والمقالة السياسية.
- طبع لغاية الآن روايتان ومجموعتان قصصيتان
- بالإضافة إلى مجموعتين للفتيان والبقيّة قيد الطباعة.[12]
- شارك في تحرير مجلة؛ ورئيس تحرير لمجلة "نفحة" التي تعنى بشؤون الأسرى والمعتقلين.[8]
- حصل على شهادة في مسابقة الإعلام والصحة والمرتبة الثانية في الكتابة تحت عنوان الصحة والمرض في السجون والمعتقلات.
- شارك في جمعيّة أنصار السجين كمتطوع في أنشطة هذه الجمعيّة ..
- صدر عن مركز البراق للبحوث والثقافة/ البيرة – فلسطين/2004؛ كتاب جديد "لوليد الهودلي" بعنوان "منارات"

## مؤلفاته[13]
- مدفن الأحياء 1998 (رواية)
- الشعاع القادم من الجنوب 1999 (رواية)
- ستائر العتمة 2000 (رواية)
- ليل غزة الفسفوري (رواية)
- أبو هريرة في هداريم (مجموعة قصصية)
- مجد على أبواب الحرية (مجموعة قصصية)
- أحد أحد تحرق ستائر العتمة وهي استكمال للطريق الذي بدأته ستائر العتمة
- مجدعلى بوابة الحرية (رواية)
- رحلة عالم مدارج السالكين (دراسة)
- أذكار الأحرار (دراسة)
- لا تصدق كل ما تسمع

## وصلات خارجية
- الروائي والأسير المحرر وليد الهودلي على يوتيوب